# Zouhair Abdallah
Zouhair Abdallah (ar.: زهير عبد الله, ur. 5 czerwca 1983 w Libanie) – libański piłkarz występujący na pozycji obrońcy, zawodnik Shabab Al Sahel FC. Były reprezentant reprezentacji Libanu.

## życiorys

### Kariera klubowa
Od 2010 jest zawodnikiem libańskiego klubu Shabab Al Sahel FC z Libańskiej Premier League.

### Kariera reprezentacyjna
W seniorskiej reprezentacji Libanu zadebiutował 9 lipca 2011 na stadionie Camille Chamoun Sports City Stadium (Bejrut, Liban) w przegranym 0:1 meczu towarzyskim przeciwko reprezentacji Omanu. 28 lipca 2011 na stadionie Narodowym Bangabandhu (Dhaka, Bangladesz) podczas eliminacji strefy AFC do Mistrzostw Świata w Piłce Nożnej 2014 wystąpił w przegranym 0:2 spotkaniu przeciwko reprezentacji Bangladeszu.

## Sukcesy

### Klubowe
Shabab Al Sahel FC
- Zdobywca drugiego miejsca w Pucharze Libanu: 2012/2013
- Zdobywca drugiego miejsca w Superpucharze Libanu: 2013/2014
- Zdobywca Elitarnego Pucharu Libanu: 2019/2020